# Marpissa grata
Marpissa grata är en spindelart som först beskrevs av Willis J. Gertsch 1936.  Marpissa grata ingår i släktet Marpissa och familjen hoppspindlar. Inga underarter finns listade i Catalogue of Life.